# الگو (آهنگ)
الگو (به انگلیسی: Role Model) تک‌آهنگی از هنرمند اهل ایالات متحده آمریکا امینم است که در سال ۱۹۹۹ میلادی منتشر شد. این تک‌آهنگ در آلبوماسلیم شیدی ال‌پی قرار دارد.